# Стамов, Константин
Константин Стамов (род. 1 марта 2004, Чадыр-Лунга, Гагаузия) — молдавский футболист, защитник.

## Карьера
В июле 2022 года перешёл из клуба «Суклея» в «Динамо-Авто». Дебютировал за клуб 14 августа 2022 года в матче против тираспольского «Шерифа», выйдя на замену на 73 минуте. По итогу первой половину сезона вместе с клубом занял последнее место в турнирной таблице и отправился во вторую фазу за место в Суперлиге. Дебютный гол за клуб забил 3 мая 2023 года против клуба «Фалешты». Вместе с клубом стал победителем раунда плей-офф, где в финале 24 мая 2023 года победил кишинёвскую «Викторию». В августе 2023 года вернулся в свой прошлый клуб, который уже сменил название на «Саксан». Вместе с клубом завершил основной этап чемпионата на итоговом первом месте в своей группе, отправившись во вторую фазу. По окончании сезона покинул клуб.